# Zákon o státní památkové péči
Zákon České národní rady č. 20/1987 Sb., o státní památkové péči, zkráceně památkový zákon, upravuje s účinností od 1. ledna 1988 pro území České republiky státní politiku a formu státní památkové péče. Poslední novelizací památkového zákona je zákon č. 142/2012 Sb. s účinností od 1. července 2012. Zákon provádějí mj. vyhlášky Ministerstva kultury č. 187/2007 Sb., která stanovuje obsah a náležitosti plánu území s archeologickými nálezy, a č. 420/2008 Sb., která stanovuje náležitosti a obsah plánu ochrany památkových rezervací a památkových zón. Po roce 1990 se stále očekává přijetí nového památkového zákona. Návrhy Zákona o ochraně památkového fondu projednávalo ministerstvo kultury v letech 2008 a 2013–2014, věcný návrh schválila vláda v březnu 2013. Návrh zákona o ochraně památkového fondu schválila vláda 20. listopadu 2015. Do doby voleb do Poslanecké sněmovny v roce 2017 však nebyl zákon schválen a bude nutné projednávání opakovat v novém volebním období.

## Historie
V roce 1850 byla pro Rakouské císařství zřízena Centrální komise pro výzkum a zachování stavebních památek a zároveň byl vydán císařský patent, který předával stavební památky pod ochranu ministerstva obchodu, průmyslu a veřejných prací. Nicméně rakouský památkový zákon nikdy vydán nebyl. Ani v období samostatného Československa neexistoval speciální zákon o ochraně památek a na výkon památkové péče dohlížel Státní památkový úřad v Praze.
Po druhé světové válce byla ochrana nejvýznamnějších památek, jež byly zkonfiskovány na základě prezidentských dekretů, svěřena do správy Národní kulturní komise pro správu státního kulturního majetku. Prvním zákonem upravujícím ochranu památek byl zákon č. 22/1958 Sb., o kulturních památkách, ke kterému byly následně vydány prováděcí předpisy. Kulturní památkou se rozuměl dle zákona každý kulturní statek, který vykazoval historickou, architektonickou a památkovou hodnotu. Zákon se vztahoval též na ochranu přírodních památek.
Nový zákon č. 20/1987 Sb. přijala Česká národní rada dne 30. března 1987 s účinností od 1. ledna 1988. Dne 26. dubna 1988 Ministerstvo kultury vydalo k zákonu prováděcí vyhlášku č. 66/1988 Sb. s platností od 1. července 1988.
Po roce 1990 došlo k množství novelizací: č. 242/1992 Sb., č. 361/1999 Sb., č. 122/2000 Sb., č. 132/2000 Sb., č. 146/2001 Sb., č. 320/2002 Sb., č. 18/2004 Sb., č. 186/2004 Sb., č. 1/2005 Sb., č. 3/2005 Sb., č. 240/2005 Sb., č. 203/2006 Sb., č. 186/2006 Sb., č. 158/2007 Sb., č. 124/2008 Sb., č. 189/2008 Sb., č. 307/2008 Sb., č. 223/2009 Sb., č. 227/2009 Sb., č. 124/2011 Sb. a č. 142/2012 Sb.

## Vymezení zákona
Zákon určuje rozsah státní památkové péče, definuje kulturní památku a způsob jejího prohlášení, evidence a ochrany, rovněž se dotýká památkových rezervací a památkových zón a archeologických výzkumů a nálezů. Dále stanovuje orgány moci výkonné v oblasti státní památkové péče, kterými jsou Ministerstvo kultury (mj. koordinuje oblast státní památkové péče, zřizuje Národní památkový ústav), krajské úřady (mj. dohlíží na národní kulturní památky) a obce s rozšířenou působností (mj. dohlíží na kulturní památky), památková inspekce (dohlíží na dodržování památkového zákona) aj.

## Systematika
Zákon se člení na pět částí o 47 paragrafech a má čtyři přílohy.
1. část První – Základní ustanovení (§ 1 – § 8)
  - Účel zákona
  - Kulturní památky
  - Prohlašování věcí za kulturní památky
  - Národní kulturní památky
  - Památkové rezervace
  - Památkové zóny
  - Evidence kulturních památek
  - Zrušení prohlášení věci za kulturní památku
2. část Druhá – Péče o kulturní památky (§ 9 – § 20)
  - Ochrana a užívání kulturních památek
  - Povinnosti správních úřadů, právnických a fyzických osob
  - Oznamovací povinnost vlastníka kulturní památky
  - Právo státu na přednostní koupi kulturních památek
  - Obnova kulturních památek
  - Povolení k restaurování kulturní památky
  - Uznávání odborné kvalifikace a jiné způsobilosti uchazeče pro restaurování kulturních památek
  - Opatření k zajištění péče o kulturní památky
  - Příspěvek na zachování a obnovu kulturní památky
  - Ochranné pásmo
  - Přemístění kulturní památky
  - Užívání kulturních památek pro vědecký výzkum nebo pro účely výstavní
  - Kulturní památky ve vztahu k zahraničí
3. část Třetí – Archeologické výzkumy a nálezy (§ 21 – § 24)
  - Oprávnění k archeologickým výzkumům
  - Uznávání odborné kvalifikace uchazeče pro provádění archeologických výzkumů
  - Provádění archeologických výzkumů
  - Archeologické nálezy
  - Vlastnictví movitých archeologických nálezů
  - Plány území s archeologickými nálezy
  - Náhrada za majetkovou újmu
4. část Čtvrtá – Orgány a organizace státní památkové péče (§ 25 – § 34)
  - Organizační uspořádání státní památkové péče
  - Ministerstvo kultury
  - Památková inspekce
  - Obecní úřad obce s rozšířenou působností
  - Obec
  - Komise státní památkové péče, konzervátor státní památkové péče, a zpravodajové státní památkové péče
  - Odborná organizace státní památkové péče
  - Oprávnění orgánů a odborné organizace státní památkové péče
5. část Pátá – Opatření při porušení povinností (§ 35 – § 41)
  - Pokuty právnickým osobám a fyzickým osobám při výkonu podnikání
  - Přestupky
6. část Šestá – Ustanovení společná a závěrečná (§ 42 – § 47)
  - Ustanovení společná
  - Ustanovení závěrečná

1. Příloha: Třídník specializací restaurátorských prací
2. Příloha: Evidenční dotazník žadatele o povolení k restaurování
3. Příloha: Teoretické a praktické oblasti, které tvoří obsah vzdělávání a přípravy vyžadované v České republice pro výkon činnosti restaurování
4. Příloha: Teoretické a praktické oblasti, které tvoří obsah vzdělávání a přípravy vyžadované v České republice pro provádění archeologických výzkumů

## Příprava nového zákona o památkovém fondu
Po dvaceti letech očekávání a příprav v roce 2008 za ministra kultury Jehličky zveřejnilo ministerstvo kultury návrh nového památkového zákona, který vzbudil mohutný odpor u odborné veřejnosti. Návrh měl ještě více oslabit roli Národního památkového ústavu a posílit roli místních orgánů veřejné správy. Některé památky byly do seznamů v minulosti zapsány bez jakéhokoliv správního řízení nebo se spis nedochoval nebo rozhodoval jiný než ze zákona příslušný orgán, takže jak samo ministerstvo kultury, tak ústavní soud zpochybňovaly legitimitu, případně i právní platnost takových rozhodnutí. Například zámek v Dobříčanech byl podle rozhodnutí soudu zapsán do seznamu památek neplatně. Návrh zákona předpokládal přechodné období 10 let (v novějších návrzích prodloužené na 15 let), v němž ze stávajících památek (asi 42 tisíc nemovitých a podle Týdne.cz 900 tisíc movitých, dle Archiwebu asi 50 tisíc movitých), musely projít správním řízením podle nového zákona všechny, o jejichž řádném prohlášení ve správním řízení nemá ministerstvo doklady, pokud by měly památkami zůstat. Kritici návrhu se obávali, že by ministerstvo nestihlo řízení provést a mnoho památek by tak přišlo o ochranu. 17 institucí, od nejvýznamnějších státních odborných institucí až po významné spolky a osobnisti, proti návrhu sepsalo memorandum.
V letech 2012–2014 ministerstvo kultury pracuje na přípravě dalšího návrhu nového zákona, který má pracovní název Zákon o ochraně památkového fondu. Věcný návrh zákona schválila vláda usnesením č. 156 ze dne 6. března 2013. Stávající památkový fond má být téměř kompletně automaticky převzatý (s výjimkou archiválií) a mají být zachovány dosavadní formy ochrany (kulturní památka, národní kulturní památka, památková rezervace, památková zóna). Nově zákon zavádí pojem památka s mezinárodním statusem, jímž označuje součásti památkového fondu, které požívají ochrany nebo evidence podle mezinárodní úmluvy. Nově měly mít obce možnost v samostatné působnosti vyhlašovat obecně závaznou vyhláškou památky místního významu, tyto památky měly být evidovány v samostatné části centrálního seznamu památkového fondu – ministerský a vládní návrh z roku 2015 již pojem památky místního významu neobsahují. Návrh zákona o ochraně památkového fondu schválila vláda 20. listopadu 2015.
Vláda předložila návrh zákona 4. prosince 2015 poslanecké sněmovně, 12. července 2017 pak sněmovna návrh zákona zamítla.
Po sněmovním zamítnutí vládního návrhu z roku 2015 zahájilo Ministerstvo kultury nové práce na přípravě nového památkového zákona, přičemž nový návrh vychází z prací na předchozím návrhu zákona o ochraně památkového fondu. 7. února 2018 byl usnesením vlády č. 91 schválen Plán legislativních prací vlády na zbývající část roku 2018, který předpokládal předložení návrhu zákona o ochraně památkového fondu v září 2018. Porada vedení Ministerstva kultury projednala dne 6. března 2018 upravenou verzi zákona o ochraně památkového fondu a tím byla zahájena prezentace této verze návrhu odborné veřejnosti před jejím předložením do vnějšího připomínkového řízení. Z tohoto důvodu opět Ministerstvo kultury začalo zveřejňovat dokumenty k této problematice na svých webových stránkách.